# Genentech
Genentech, Inc. (полное название — Genetic Engineering Technology, Inc.) — биотехнологическая корпорация, основанная венчурным капиталистом Робертом Суонсоном и биохимиком Гербертом Бойером в 1976 году. Компания стала одной из первых в биотехнологической отрасли вообще и пионером в области рекомбинантной ДНК-технологии.
В 1973 году Герберт Бойер и его коллега Стэнли Коэн Норман доказали, что эндонуклеазы рестрикции могут использоваться в качестве «ножниц», чтобы вырезать ДНК-фрагменты из одного генетического источника, которые будут лигированы внутрь отрезка плазмидного вектора. Хотя Коэн вернулся в науку, Роберт Суонсон вышел на Герберта Бойера и предложил основать компанию. Бойер стал работать с Артуром Ригсом и Кейши Итакура в Бекмановском исследовательском институте, где его группа в 1977 году впервые успешно внедрила человеческий ген в бактерию, с помощью чего синтезировала соматотропин (гормон роста). В 1978 году два учёных, Дэвид Годдэл и Дэннис Клэйд, присоединились к научной группе Бойера и сыграли важную роль в успешном синтезе человеческого инсулина.
По состоянию на март 2008 года в Genentech работало более 11 тысяч человек. В марте 2009 года швейцарский фармацевтический конгломерат Hoffmann-La Roche купил компанию за 46,8 млрд. $.

## Исследования
Genentech позиционирует себя как исследовательскую корпорацию, которая способствует развитию науки и внедрению инноваций. В компании работает более 1100 исследователей и учёных, которые занимаются широким диапазоном научной деятельности — от молекулярной биологии до химии белка в области биоинформатики и физиологии. Учёные Genentech в настоящее время сосредоточили свои усилия в 5 областях: онкология, иммунология, восстановление тканей, неврология и лечение инфекционных заболеваний. Расширение штата компании и поглощение Genentech свидетельствуют о намерении расширить исследования в микробиологии, медицинской визуализации и нейроисследованиях. За исключением небольшой научной группы, все исследовательские объекты Genentech находятся только на территории Сан-Франциско.

## Исследовательские центры
Штаб-квартира Genentech располагается в Саут-Сан-Франциско, а дополнительные производственные мощности в Вакавилле и Ошенсайд (Калифорния, США). 17 марта 2006 года руководство Genentech объявило о своем решении построить новые производственные мощности с распределительным центром в Хиллсборо (Орегон, США), которые начали функционировать в 2010 году. В июне 2007 года компания начала строительство и развитие производственных мощностей по исследованию кишечной палочки.

## Публикации
- В 2009 году Нью-Йорк Таймс сообщила, что Genentech внес на рассмотрение несколько тезисов реформы здравоохранения в официальные заявления ряда членов Конгресса в ходе обсуждения вопросов здравоохранения[7]
- В 1999 году Genentech согласился выплатить Калифорнийскому университету Сан-Франциско 200 млн. $ для урегулирования 9-летнего патентного спора. В 1990 году Калифорнийский университет подал в суд на Genentech на получение 400 млн. $ в качестве компенсации за якобы кражу технологий, разработанных в университете. Genentech заявил, что они разработали Protropin (гормон роста) независимо от университета. Суд постановил, что патент Калифорнийского университета действовал в июле прошлого года, но был не в состоянии решить, является ли открытие Протропина основанным на исследованиях университета или нет. Препарат Протропин используется для лечения карликовости, первым появился на рынке подобных лекарств, благодаря чему Genentech получила прибыль в размере 2 млрд. $ и укрепила свои позиции в качестве лидера отрасли.